# 대전대정초등학교
대전대정초등학교는 대한민국 대전광역시 유성구에 있는 공립 초등학교이다.

## 학교 연혁
- 2004. 09. 01. 대전대정초등학교 개교(7학급 97명)
- 2005. 02. 15. 제1회 졸업(졸업생 17명)
- 2005. 03. 01. 8학급 편성(230명) 및 병설유치원 개원(1학급 30명)
- 2006. 02. 14. 후동 교실 및 다목적 강당 증축
- 2011. 02. 19. 제7회 졸업(졸업생 76명, 연 368명)
- 2011. 03. 01. 21학급 편성(586명)
- 2012. 02. 14. 제8회 졸업(졸업생 86명, 연 454명)
- 2009. 07. ~ 2012. 10. 열린교정 푸른숲 조성 사업 완료
- 2012. 10. 급식실 앞 물 수로 공사
- 2012. 03. 01. 22학급 편성(540명)
- 2013. 02. 15. 제9회 졸업(졸업생 89명, 연 543명)
- 2013. 02. 28. 한우물터 및 도래정 완공
- 2013. 03. 01. 22학급 편성(526명)
- 2013. 02. 15. 제10회 졸업(졸업생 76명, 연 619명)
- 2013. 03. 01. 22학급 편성(552명)
- 2015. 02. 13. 제11회 졸업(졸업생 87명, 연 706명)
- 2015. 03. 01. 22학급 편성(509명)

## 참고 자료
- 대전대정초등학교 - 한국교육학술정보원 학교알리미